# Adolf Andrén

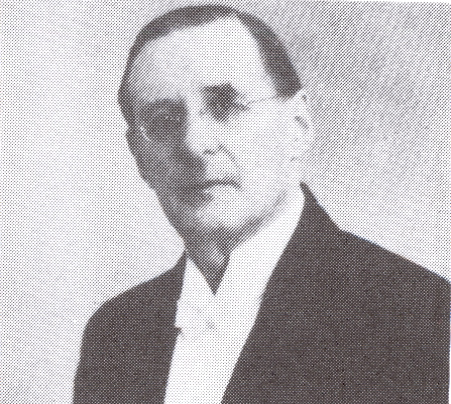
Dirigenten Adolf Andrén.

Justus Adolf Andrén, född 30 juni 1869 i Trävattna församling i Skaraborgs län, död 13 september 1936 i Hovsta församling i Örebro, var en svensk dirigent och organist. Han studerade vid Musikkonservatoriet i Stockholm, och avlade där examina år 1907 och 1909. 

## Biografi
Adolf Andrén var organist i Hjo kyrka i Skara stift 1893–1903 och grundade dess kyrkokör 1894. Han startade också en brunnsorkester som underhöll den stora mängd gäster som besökte kurorten i staden om somrarna. Efter tiden i Hjo var han verksam i Kumla, där han ledde en mycket framgångsrik orkester. År 1909 rekryterades han till Örebro, som dirigent för den nybildade Örebro orkesterförening, som med tiden skulle bli dagens Svenska Kammarorkestern. Denna post uppehöll han till 1917. Vid Andréns sista konsert framfördes Ludwig van Beethovens nionde symfoni för första gången i Örebro.
År 1912 blev han organist i den nybyggda Olaus Petri-kyrkan. Han var också sånglärare i Örebros folkskolor, samt dirigent för Örebro oratorieförening, Örebro läns sångarförbund och Strängnäs stifts kyrkosångförbund under olika perioder.
Vid några tillfällen komponerade Andrén musikverk, t.ex. Kantat vid Olaus Petri-kyrkans i Örebro invigning (1912).
Andrén var medlem 614 av Kungliga Musikaliska Akademien (invald 1935) och innehade Litteris et artibus. Andréns dotter Ingrid Sofia Margareta (1908–1942) var gift med biskop Bo Giertz. Adolf Andrén är begravd på Olaus Petri kyrkogård i Örebro.

## Kompositioner
- Kantat vid Olaus Petri-kyrkans i Örebro invigning (1912)
- Svenska stamsånger
- Till Närke. Dikt av R. G. Gustavsson. Hembygdssång för en röst eller unison kör med piano
- Sverige, Sverige, aftonland (text Justus Elgeskog)
- Vallarelåt (text Gustaf Fröding) (I "Skolkören": en-, två- och trestämmiga körsånger med eller utan ackompanjemang för folk-, real- och flickskolor, 1948)